# Alberto Casella
Alberto Casella (Prato, 1º novembre 1891 – Castel Fusano, 10 settembre 1957) è stato un commediografo, sceneggiatore, regista e politico italiano.
Figlio di Donnino Casella, insegnante di matematica al Convitto Cicognini e fratello dell'avvocato Francesco Domenico, del quale condivise l'amore per il teatro, esordì ancora studente del liceo pratese come attore nel 1907 per poi passare, dopo la guerra, a lavorare come critico per diversi periodici come Il Giorno, Orizzonti, Il Buonsenso, La Gazzetta delle Arti e Politeama. 

## Biografia
Dopo gli studi ginnasiali e liceali come alunno esterno del Cicognini, dal 1911 visse a Savona, dove iniziò la sua attività letteraria (poetica e narrativa), interrotta dalla partecipazione alla guerra di Libia prima e poi alla Prima Guerra Mondiale. Fu tra i primi coscritti pratesi e il 31 marzo 1915 fu ferito nell'assalto al Monte Nero, ricevendo una medaglia d'argento al valore. Fu prigioniero di guerra nel campo di concentramento di Cellelager, in Germania.
Rientrato a Savona, nel 1920 aderì al fascismo e fu tra i fondatori, il 15 agosto di quell'anno, della sezione cittadina del Fascio. Dal 1922 fu direttore di "Liguria Nuova", settimanale fascista della federazione savonese. Casella ricoprì anche incarichi di rilievo nel partito: fu segretario del Fascio di Savona dal febbraio (o gennaio) al giugno del 1923 e, nello stesso anno, eletto in Consiglio Comunale e poi assessore della giunta guidata dal sindaco Umberto Poggi, insediatasi l'8 aprile.

Studi EIAR Roma 19 marzo 1941 durante un lavoro di prosa Gli innamorati da sinistra Corrado Racca Ria Saba, Tina Mayer, Andreina Pagnani, Wanda Tettoni, Vigilio Gottardi. Franco Becci inginocchiato, regia di Alberto Casella

Nel suo periodo savonese, durato fino al settembre 1929, Casella ottenne i primi grandi successi teatrali: nel 1921 debuttò come autore teatrale con Vautrin, a cui seguì qualche anno dopo Prometeo. Tuttavia il suo successo più grande fu rappresentato dall'opera La morte in vacanza del 1923, che ottenne un grande successo di pubblico e critica, e che negli anni seguenti sarà d'ispirazione per il film omonimo del 1934, per il film per la televisione Death Takes a Holiday (1971) e per il film Vi presento Joe Black (1998).
Casella fu anche sceneggiatore per il cinema e per la televisione ne Le avventure della squadra di stoppa (1964). Frequenti i lavori e le regie radiofoniche e televisive per la RAI (diresse fra l'altro nel 1954 il primo sceneggiato televisivo trasmesso dalla televisione di stato, Il dottor Antonio), sia per le commedie che per i radiodrammi.

## Filmografia

### Sceneggiature
- Il romanzo di un giovane povero (1942)
- Mater dolorosa (1943)
- La Fornarina di Enrico Guazzoni (1944)
- La carne e l'anima di Vladimir Striževskij (1945)

### Prosa radiofonica EIAR
- L'imperatore della velocità, radiosintesi di Giorgio Erico, trasmessa il 18 gennaio 1937

### Prosa radiofonica RAI
- I due sergenti, di Theodore D'Aubigny, con Piero Carnabuci, Marcello Giorda, Ubaldo Lay, Nella Maria Bonora, Corrado Pani, Gianfranco Bellini, Gustavo Conforti, regia di Alberto Casella, domenica 10 febbraio 1953, secondo programma.